# Чепелине
Чепе́лине — залізничний пасажирський зупинний пункт Харківської дирекції Південної залізниці.
Розташований біля присадибних ділянок СВТ «Альфа-1» та селища Першотравневе, Золочівський район, Харківської області на лінії Одноробівка — Шпаківка між станціями Пересічна (7 км) та Рогозянка (6 км).
Станом на травень 2019 року щодоби сім пар приміських електропоїздів здійснюють перевезення за маршрутом Харків-Пасажирський/Харків-Левада/Харків-Балашовський — Золочів.